# باسيل أكرس
باسيل أكرس (بالإنجليزية: Basil Acres)‏ (1926 في المملكة المتحدة - 2000 في المملكة المتحدة) هو لاعب كرة قدم بريطاني (وحمل سابقاً جنسية المملكة المتحدة لبريطانيا العظمى وأيرلندا) في مركز الظهير. لعب مع إيبسويتش تاون.